# Hersengroeve

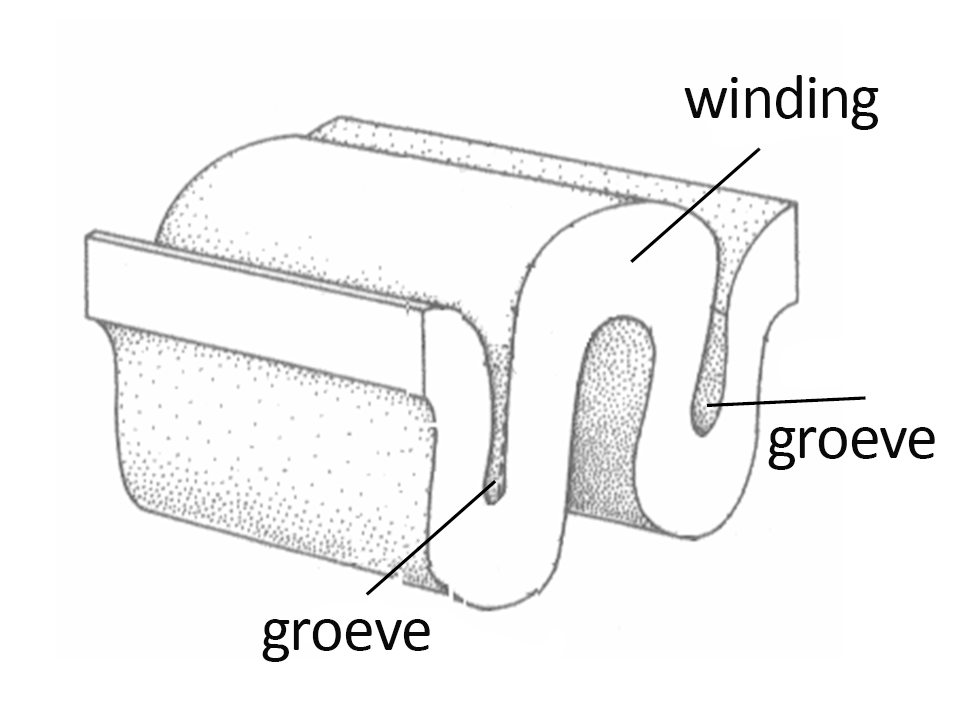
winding met twee aangrenzende groeven

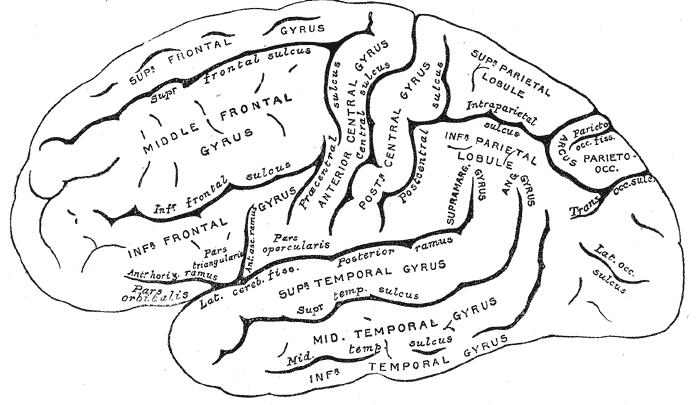
lateraal aanzicht van de menselijke hersenen met windingen en groeven

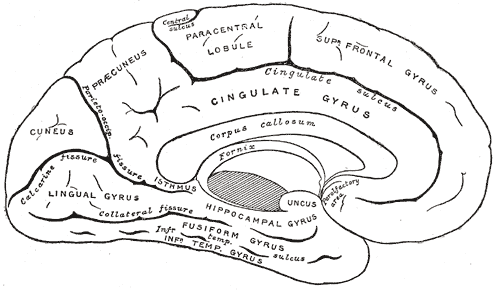
mediaal aanzicht van de menselijke hersenen met windingen en groeven

Een hersengroeve is in de neuroanatomie een gleuf of groeve in de sterk gevouwen hersenschors. Hersengroeven worden afgewisseld met hersenwindingen, gyri cerebri. Grotere groeven worden fissuren, Latijn: fissurae, genoemd, zoals de fissura lateralis, kleine of meer oppervlakkige groeven, worden sulci genoemd.

## Enkele belangrijke hersengroeven
- Sulcus arcuatus praecunei
- Sulcus adolfactorius anterior
- Sulcus adolfactorius posterior
- Fissura calcarina
- Sulcus corporis callosi
- Sulcus centralis
- Sulcus centralis insulae
- Sulcus cinguli
- Sulcus circularis insulae
- Sulcus collateralis
- Sulcus corporis callosi
- Sulcus diagonalis
- Sulcus fragmentosus
- Fissura frimbiae
- Sulcus frontalis inferior
- Sulcus frontalis intermedius
- Sulcus frontalis superior
- Sulcus frontomarginalis
- Sulcus frontoorbitalis
- Sulcus hippocampi
- Fissura inflecta
- Sulcus intermedius
- Sulcus intraparietalis
- Fissura lateralis
- Fissura longitudinalis cerebri
- Sulcus lingualis
- Sulcus lunatus
- Sulcus occipitalis anterior
- Sulcus occipitalis inferior
- Sulci occipitales laterales
- Sulci occipitales superiores
- Sulcus occipitalis transversus
- Sulcus occipitotemporalis
- Sulcus olfactorius
- Sulcus orbitalis lateralis
- Sulcus orbitalis medialis
- Sulcus orbitalis transversus
- Sulcus paracentros
- Sulcus parietooccipitalis
- Sulcus postcentralis
- Sulcus precentralis
  - Sulcus precentralis inferior
  - Sulcus precentralis superior
- Incisura praeoccipitalis
- Sulcus radiatus
- Sulcus rhinicus
- Sulcus simialis
- Sulcus subparietalis
- Incisura temporalis
- Sulcus temporalis inferior
- Sulcus temporalis superior
- Sulci temporales transversi